# Slalom géant féminin de ski alpin aux Jeux olympiques de 2022
Navigation
Pyeongchang 2018 Milan-Cortina 2026
Le Slalom géant femmes des Jeux olympiques d'hiver de 2022 a lieu le 7 février 2022  sur le domaine de Xiaohaituo situé dans le district de Yanqing, en Chine.
Sara Hector qui domine la discipline au cours de la saison de Coupe du monde 2021-2022 avec déjà trois victoires et cinq podiums sur six courses, poursuit sur sa lancée et devient championne olympique en commençant par dominer la première manche, où la tenante du titre Mikaela Shiffrin et la détentrice du globe de géant Marta Bassino sortent du tracé et Petra Vlhová est largement distancée. 
En deuxième manche, le retard de la plupart de ses rivales augmente encore, y compris celui de Katharina Truppe dont le temps était le plus proche de la Suédoise mais qui voit disparaître son rêve de médaille en manquant le podium pour 8 centièmes. 
Sara Hector devient la deuxième skieuse de son pays à gagner le géant aux Jeux, trente ans après Pernilla Wiberg. 
Le podium est complété par deux anciennes gagnantes du général de la Coupe du Monde, Federica Brignone, médaillée d'argent à 28/100e et Lara Gut-Behrami, en bronze à 72/100e, qui effectue une spectaculaire remontée au classement grâce au meilleur temps de la seconde manche.   

## Médaillées
| Or                  | Argent                     | Bronze                     |
| Sara Hector (Suède) | Federica Brignone (Italie) | Lara Gut-Behrami (ISuisse) |

## Résultats
| Rang                                | Dossard | Athlète                         | Nationalité        | Manche 1           | Manche 2           | Total         | Différence |
| ----------------------------------- | ------- | ------------------------------- | ------------------ | ------------------ | ------------------ | ------------- | ---------- |
| Médaille d'or, Jeux olympiques      | 6       | Sara Hector                     | Suède              | 57 s 56 (1)        | 58 s 13 (8)        | 1 min 55 s 69 |            |
| Médaille d'argent, Jeux olympiques  | 3       | Federica Brignone               | Italie             | 57 s 98 (3)        | 57 s 99 (5)        | 1 min 55 s 97 | + 0 s 28   |
| Médaille de bronze, Jeux olympiques | 14      | Lara Gut-Behrami                | Suisse             | 59 s 07 (8)        | 57 s 34 (1)        | 1 min 56 s 41 | + 0 s 72   |
| 4                                   | 8       | Katharina Truppe                | Autriche           | 57 s 86 (2)        | 58 s 63 (14)       | 1 min 56 s 49 | + 0 s 80   |
| 5                                   | 11      | Ragnhild Mowinckel              | Norvège            | 58 s 58 (5)        | 58 s 07 (6)        | 1 min 56 s 65 | + 0 s 96   |
| 6                                   | 28      | Thea Louise Stjernesund         | Norvège            | 59 s 39 (15)       | 57 s 50 (2)        | 1 min 56 s 89 | + 1 s 20   |
| 7                                   | 9       | Meta Hrovat                     | Slovénie           | 58 s 48 (4)        | 58 s 56 (13)       | 1 min 57 s 04 | + 1 s 35   |
| 8                                   | 12      | Maryna Gasienica-Daniel         | Pologne            | 59 s 24 (11)       | 57 s 87 (4)        | 1 min 57 s 11 | + 1 s 42   |
| 9                                   | 16      | Wendy Holdener                  | Suisse             | 59 s 21 (10)       | 58 s 11 (7)        | 1 min 57 s 32 | + 1 s 63   |
| 10                                  | 2       | Michelle Gisin                  | Suisse             | 59 s 19 (9)        | 58 s 36 (9)        | 1 min 57 s 55 | + 1 s 86   |
| 11                                  | 20      | Ana Bucik                       | Slovénie           | 59 s 42 (16)       | 58 s 47 (11)       | 1 min 57 s 89 | + 2 s 20   |
| 12                                  | 26      | Paula Moltzan                   | États-Unis         | 59 s 57 (17)       | 58 s 50 (12)       | 1 min 58 s 07 | + 2 s 38   |
| 12                                  | 25      | Maria Therese Tviberg           | Norvège            | 59 s 67 (18)       | 58 s 40 (10)       | 1 min 58 s 07 | + 2 s 38   |
| 14                                  | 1       | Petra Vlhová                    | Slovaquie          | 59 s 34 (13)       | 58 s 81 (16)       | 1 min 58 s 15 | + 2 s 46   |
| 15                                  | 15      | Katharina Liensberger           | Autriche           | 59 s 34 (13)       | 58 s 90 (17)       | 1 min 58 s 24 | + 2 s 55   |
| 16                                  | 24      | Camille Rast                    | Suisse             | 59 s 29 (12)       | 59 s 14 (20)       | 1 min 58 s 43 | + 2 s 74   |
| 17                                  | 23      | Coralie Frasse Sombet           | France             | 1 min 00 s 91 (26) | 57 s 69 (3)        | 1 min 58 s 60 | + 2 s 91   |
| 18                                  | 20      | Tina Robnik                     | Slovénie           | 1 min 00 s 18 (21) | 58 s 72 (15)       | 1 min 58 s 90 | + 3 s 21   |
| 19                                  | 30      | Clara Direz                     | France             | 1 min 00 s 24 (23) | 59 s 09 (19)       | 1 min 59 s 33 | + 3 s 64   |
| 20                                  | 17      | Elena Curtoni                   | Italie             | 1 min 00 s 50 (24) | 59 s 41 (21)       | 1 min 59 s 91 | + 4 s 22   |
| 21                                  | 44      | Emma Aicher                     | Allemagne          | 1 min 01 s 52 (30) | 59 s 00 (18)       | 2 min 00 s 52 | + 4 s 83   |
| 22                                  | 35      | Alexandra Tilley                | Grande-Bretagne    | 1 min 01 s 40 (28) | 59 s 42 (22)       | 2 min 00 s 82 | + 5 s 13   |
| 22                                  | 10      | Alice Robinson                  | Nouvelle-Zélande   | 1 min 00 s 55 (25) | 1 min 00 s 27 (24) | 2 min 00 s 82 | + 5 s 13   |
| 24                                  | 36      | Asa Ando                        | Japon              | 1 min 01 s 43 (29) | 1 min 00 s 27 (24) | 2 min 00 s 99 | + 5 s 30   |
| 25                                  | 38      | Ekaterina Tkachenko             | ROC                | 1 min 01 s 55 (31) | 1 min 00 s 86 (25) | 2 min 02 s 41 | + 6 s 72   |
| 26                                  | 39      | Magdalena Luczak                | Pologne            | 1 min 01 s 96 (32) | 1 min 00 s 89 (26) | 2 min 02 s 85 | + 7 s 16   |
| 27                                  | 38      | Julia Pleshkova                 | ROC                | 1 min 02 s 01 (33) | 1 min 01 s 31 (28) | 2 min 03 s 32 | + 7 s 63   |
| 28                                  | 37      | Zrinka Ljutić                   | Croatie            | 1 min 02 s 50 (35) | 1 min 01 s 27 (27) | 2 min 03 s 77 | + 8 s 08   |
| 29                                  | 52      | Francesca Baruzzi Farriol       | Argentine          | 1 min 02 s 43 (34) | 1 min 01 s 57 (30) | 2 min 04 s 00 | + 8 s 31   |
| 30                                  | 42      | Zuzanna Czapska                 | Pologne            | 1 min 03 s 63 (37) | 1 min 01 s 52 (29) | 2 min 05 s 15 | + 9 s 46   |
| 31                                  | 47      | Sakurako Mukogawa               | Japon              | 1 min 3 s 39 (36)  | 1 min 3 s 38 (33)  | 2 min 6 s 77  | + 11 s 08  |
| 32                                  | 50      | Polina Melnikova                | ROC                | 1 min 4 s 13 (39)  | 1 min 3 s 07 (31)  | 2 min 7 s 20  | + 11 s 51  |
| 33                                  | 55      | Gim So-hui                      | Corée du Sud       | 1 min 4 s 12 (38)  | 1 min 3 s 10 (32)  | 2 min 7 s 22  | + 11 s 53  |
| 34                                  | 58      | Nino Tsiklauri                  | Géorgie            | 1 min 4 s 49 (41)  | 1 min 5 s 38 (35)  | 2 min 9 s 87  | + 14 s 18  |
| 35                                  | 62      | Katie Vesterstein               | Estonie            | 1 min 5 s 39 (43)  | 1 min 5 s 05 (34)  | 2 min 10 s 44 | + 14 s 75  |
| 36                                  | 68      | Eva Vukadinova                  | Bulgarie           | 1 min 5 s 58 (44)  | 1 min 5 s 88 (37)  | 2 min 11 s 46 | + 15 s 77  |
| 37                                  | 53      | Sarah Schleper                  | Mexique            | 1 min 6 s 2 (47)   | 1 min 5 s 53 (36)  | 2 min 11 s 95 | + 16 s 26  |
| 38                                  | 67      | Aruwin Salehhuddin              | Malaisie           | 1 min 6 s 13 (46)  | 1 min 6 s 15 (38)  | 2 min 12 s 28 | + 16 s 59  |
| 39                                  | 64      | Anastasiia Shepilenko           | Ukraine            | 1 min 5 s 95 (45)  | 106 min 38 s (40)  | 2 min 12 s 33 | + 16 s 64  |
| 40                                  | 70      | Kong Fanying                    | Chine              | 1 min 8 s 25 (50)  | 1 min 7 s 17 (41)  | 2 min 15 s 42 | + 19 s 73  |
| 41                                  | 59      | Mialitiana Clerc                | Madagascar         | 1 min 8 s 71 (52)  | 1 min 7 s 31 (42)  | 2 min 16 s 02 | + 20 s 33  |
| 42                                  | 69      | Emilia Aramburo                 | Chili              | 1 min 7 s 71 (49)  | 1 min 8 s 61 (44)  | 2 min 16 s 32 | + 20 s 63  |
| 43                                  | 65      | Vanina Guerillot                | Portugal           | 1 min 10 s 59 (55) | 1 min 6 s 33 (39)  | 2 min 16 s 92 | + 21 s 23  |
| 44                                  | 71      | Ni Yueming                      | Chine              | 1 min 8 s 75 (53)  | 1 min 8 s 31 (43)  | 2 min 17 s 06 | + 21 s 37  |
| 45                                  | 76      | Maria Constantin                | Roumanie           | 1 min 8 s 25 (50)  | 1 min 10 s 25 (45) | 2 min 18 s 50 | + 22 s 81  |
| 46                                  | 79      | Ornella Oettl Reyes             | Pérou              | 1 min 12 s 52 (56) | 1 min 11 s 53 (46) | 2 min 24 s 05 | + 28 s 36  |
| 47                                  | 81      | Anna Torsani                    | Saint-Marin        | 1 min 13 s 89 (57) | 1 min 15 s 37 (48) | 2 min 29 s 26 | + 33 s 57  |
| 48                                  | 80      | Özlem Çarıkçıoğlu               | Turquie            | 1 min 15 s 98 (58) | 1 min 14 s 75 (47) | 2 min 30 s 73 | + 35 s 04  |
| 49                                  | 82      | Kiana Kryeziu                   | Kosovo             | 1 min 18 s 78 (59) | 1 min 23 s 41 (49) | 2 min 42 s 19 | + 46 s 50  |
| -                                   | 4       | Tessa Worley                    | France             | 58 s 93 (7)        | DNF                | N/A           | N/A        |
| -                                   | 13      | Ramona Siebenhofer              | Autriche           | 59 s 86 (19)       | DNF                | N/A           | N/A        |
| -                                   | 29      | Andreja Slokar                  | Slovénie           | 1 min 00 s 08 (20) | DNF                | N/A           | N/A        |
| -                                   | 33      | Hilma Lövblom                   | Suède              | 1 min 1 s 18 (27)  | DNF                | N/A           | N/A        |
| -                                   | 34      | Hanna Aronsson Elfman           | Suède              | 1 min 0 s 19 (22)  | DNF                | N/A           | N/A        |
| -                                   | 48      | Núria Pau                       | Espagne            | 1 min 4 s 19 (40)  | DNF                | N/A           | N/A        |
| -                                   | 51      | Noa Szőllős                     | Israël             | 1 min 4 s 90 (42)  | DNF                | N/A           | N/A        |
| -                                   | 57      | Rebeka Jančová                  | Slovaquie          | 1 min 6 s 56 (48)  | DNF                | N/A           | N/A        |
| -                                   | 75      | Manon Ouaiss                    | Liban              | 1 min 8 s 88 (54)  | DNF                | N/A           | N/A        |
| -                                   | 78      | Sarah Escobar                   | Équateur           | 1 min 21 s 26 (60) | DNF                | N/A           | N/A        |
| -                                   | 21      | Nina O'Brien                    | États-Unis         | 58 s 81 (6)        | DSQ                | N/A           | N/A        |
| -                                   | 5       | Marta Bassino                   | Italie             | DNF                | N/A                | N/A           | N/A        |
| -                                   | 7       | Mikaela Shiffrin                | États-Unis         | DNF                | N/A                | N/A           | N/A        |
| -                                   | 18      | Mina Fürst Holtmann             | Norvège            | DNF                | N/A                | N/A           | N/A        |
| -                                   | 19      | Valérie Grenier                 | Canada             | DNF                | N/A                | N/A           | N/A        |
| -                                   | 22      | Stephanie Brunner               | Autriche           | DNF                | N/A                | N/A           | N/A        |
| -                                   | 31      | A J Hurt                        | États-Unis         | DNF                | N/A                | N/A           | N/A        |
| -                                   | 32      | Adriana Jelinkova               | Pays-Bas           | DNF                | N/A                | N/A           | N/A        |
| -                                   | 40      | Riikka Honkanen                 | Finlande           | DNF                | N/A                | N/A           | N/A        |
| -                                   | 45      | Erika Pykäläinen                | Finlande           | DNF                | N/A                | N/A           | N/A        |
| -                                   | 46      | Cassidy Gray                    | Canada             | DNF                | N/A                | N/A           | N/A        |
| -                                   | 49      | Kang Young-seo                  | Corée du Sud       | DNF                | N/A                | N/A           | N/A        |
| -                                   | 54      | Elese Sommerová                 | Tchéquie           | DNF                | N/A                | N/A           | N/A        |
| -                                   | 56      | Zita Tóth                       | Hongrie            | DNF                | N/A                | N/A           | N/A        |
| -                                   | 61      | Hólmfríður Dóra Friðgeirsdóttir | Islande            | DNF                | N/A                | N/A           | N/A        |
| -                                   | 63      | Gwyneth ten Raa                 | Luxembourg         | DNF                | N/A                | N/A           | N/A        |
| -                                   | 66      | Tess Arbez                      | Irlande            | DNF                | N/A                | N/A           | N/A        |
| -                                   | 72      | Maria-Eleni Tsiovolou           | Grèce              | DNF                | N/A                | N/A           | N/A        |
| -                                   | 73      | Mida Fah Jaiman                 | Thaïlande          | DNF                | N/A                | N/A           | N/A        |
| -                                   | 77      | Jelena Vujičić                  | Monténégro         | DNF                | N/A                | N/A           | N/A        |
| -                                   | 74      | Esma Alić                       | Bosnie-Herzégovine | DSQ                | N/A                | N/A           | N/A        |
| -                                   | 43      | Andrea Komšić                   | Croatie            | DNS                | N/A                | N/A           | N/A        |
| -                                   | 60      | Hanna Zięba                     | Pologne            | DNS                | N/A                | N/A           | N/A        |